# Stemma di Saint Lucia
Lo stemma di Saint Lucia è il simbolo araldico ufficiale del paese, disegnato da Sydney Bagshaw e adottato l'8 gennaio 1979. Consiste in uno scudo su cui sono raffigurati la rosa Tudor come simbolo dell'Inghilterra ed il giglio di Francia. Ai lati dello scudo si trovano due amazzoni di santa Lucia, uccello simbolo del paese, mentre al di sopra si trova un elmo e una mano che tiene una torcia, simbolo della luce che illumina il cammino. Nella parte inferiore si trova un cartiglio che riporta il motto nazionale: The Land, the People, the Light (la terra, il popolo, la luce).